# 戴玉庆
戴玉庆（1955年4月2日—），江苏苏州人，曾任广州日报报业集团董事长，广州日报社社长，广东省记者协会副主席，曾长期任职《人民日报》。

## 生平
曾就读于上海复旦大学新闻系、中国社会科学院研究生院新闻系，获法学硕士学位。妻子为杨兰凌。
2014年3月28日，戴玉庆涉嫌受贿250.1万元一案在东莞市中级人民法院一审开庭，庭审中戴否认了主要的受贿指控，并认为自己曾多次抵制上级干预业务正常开展，因此招致后来的打击报复；他举报中共广州市纪委书记王晓玲（前中共政治局常委曾庆红夫人王凤清之侄女)在担任中共广州市委宣传部长时，介绍亲属插手当时拟建工程报业大厦项目并获取数千万利益。据一位曾在广州日报社任职的人士告诉记者：“戴玉庆和上级领导有矛盾，后来是很公开的事。他因为清高，也因为觉得自己很清白，可能从来没有主动和上级领导沟通过。这点上他还是缺点政治智慧，不够成熟。”
2015年4月17日，戴玉庆一审被东莞中院以受贿罪判处有期徒刑11年，他在一审法庭上称自己在“双规”期间遭到三个月的精神折磨和孽待最终被迫“交代问题”。2015年12月4日，戴玉庆涉受贿案二审在东莞中级人民法院开庭审理，戴玉庆及其律师做无罪辩解。